# Théodore de Goguel
Pour les articles homonymes, voir Goguel.
Théodore (Fédor) Grigoriévitch de Goguel (Saratov, 1er mars 1775 - Belaïa Tserkov', 17 avril 1827) est un officier général russe d'origine franco-wurtembourgeoise qui a servi dans l'armée russe dans les guerres de la Révolution et de l'Empire.

## Origines familiales
Fils du wurtembourgeois Henri de Goguel (ru) (22 octobre 1741 - 20 décembre 1799), natif de Montbéliard et haut fonctionnaire de l'Empire russe et de son épouse russe, Tatiana Alexandrovna Tatarinova.

## Carrière
Il intègre la Garde russe en 1785 puis poursuit son instruction en France. Il passe colonel en 1800 ; la même année, il est nommé commandant du régiment de la garnison de Moscou, puis, en 1804, commandant du 20e régiment de Jäger, à la tête duquel il s'illustre lors de la bataille d'Austerlitz (2 décembre 1805).
Commandant, en 1812, de la 3e brigade de la 26e division du 7e corps d'infanterie de la 2e armée de l'Ouest, il participe aux combats de Saltanovka, Smolensk, Borodino, Viazma et de Krasnoï, à la suite desquels il est nommé major-général (21 novembre 1812). En 1813-1814, il prend part aux sièges de Modlin et de Hambourg. 
Il participe à l'occupation de la France en 1815.
Après la guerre, il est nommé successivement chef des 26e (1816), 28e (1817) et 25e divisions. Nommé lieutenant-général le 12 décembre 1824, il meurt d'une crise cardiaque à l'âge de 52 ans au cours d'une opération de police contre des insurgés décembristes ; un monument à sa mémoire a été érigé sur sa tombe par les soldats de la 25e division, à Dubna, près de Brest-Litovsk.

## Honneurs
- Sainte Anne, Ire classe (1er octobre 1800)
- Saint Georges, IVe classe (27 décembre 1807)
- Sainte Anne, IIe classe (24 septembre 1807)
- Pour le Mérite (décembre 1807)
- Saint Vladimir, IIIe classe (20 mai 1808)
- Saint Vladimir, IIe classe (1813)
- Sainte Anne, Ire classe (21 août 1813)
- Saint Georges, IIIe classe (28 janvier 1814)
- Ordre de Saint-Jean de Jérusalem (Russie impériale)

## Famille
Le général Théodore Grigoriévitch se maria deux fois : il eut deux garçons, Grégoire (1808-1881) et Valérian (1813), de sa première épouse, née Marie Alexandrovna Junii, et deux autres garçons, Alexandre et Constantin, de sa seconde épouse, la comtesse Caroline Antonovna Olizar.

## Sources
- Dictionnaire biographique russe, tome 5, pages 440-441, Alexandre Polovtsoff, 1916.
- Dictionnaire des généraux russes